# Паренте, Пьетро
Пьетро Паренте (итал. Pietro Parente; 16 февраля 1891, Казальнуово-Монтеротаро, королевство Италия — 29 декабря 1986, Ватикан) — итальянский куриальный кардинал и ватиканский сановник. Архиепископ Перуджи с 15 сентября 1955 по 23 октября 1959. Титулярный архиепископ Птолемаиды Фиваидской с 23 октября 1959 по 26 июня 1967. Асессор Верховной Священной Конгрегации Священной Канцелярии с 23 октября 1959 по 7 декабря 1965. Секретарь Священной Конгрегации доктрины веры с 7 декабря 1965 по 26 июня 1967. Кардинал-священник с 26 июня 1967, с титулом церкви Сан-Лоренцо-ин-Лучина с 29 июня 1967.